# まるむし商店
まるむし商店（まるむししょうてん） は、日本の漫才コンビである。吉本興業大阪本部所属。1977年結成。1983年デビュー。1985年吉本興業入り。吉本興業所属以前は、他事務所に所属。桃山学院大学落語研究会出身。なんばグランド花月、祇園花月の本公演に出演。芸風は主にしゃべくり漫才。以前はシュールなコントも行っていた。ボケとツッコミがネタや場面によって入れ替わる、いわゆる「ダブルボケ」漫才。2人ともにピンでの活動機会も多い。徒弟制、NSC、オーディション以外で吉本興業入りした経歴を持つ。

## コンビ名の由来
コンビ名を何にするかを天神橋六丁目の喫茶店において2人で考えたのだが、当時「～商店」「～本舗」といった命名が流行していたことと、いろんな動物や虫が名前になるくらいだったご時世で、「まるむしでもええやないか」と磯部が発言し、今、天六にいるから「天六まるむし」、さらに流行の「商店」をつけて「まるむし商店」と名付けた。

## プロフィール
磯部公彦（いそべ きみひこ、1958年1月14日（67歳） - ）大阪府枚方市出身（八尾市の居住歴あり）。立ち位置は向かって右。大阪市立桜宮高等学校卒業。桃山学院大学卒業。
- 愛称は「いそべっち」、趣味は釣り（番組を持つほど）、野球。
- ピン芸人としてリポーターの仕事をすることが多い。
  - 『ちちんぷいぷい』（毎日放送）の開始当初からリポーターを務め、そのリポートを見て、角淳一アナウンサーは毎回、満足気な表情を浮かべていた。
  - 茨木市内の商店街でロケ中に、前からきたお爺さんに傘を振り回されたことがある。
- 吉本に入る前は某製薬会社で病院周りの営業をしていた。吉本に入った理由は「金持ちになりたかったんですわ」[1]。
- 磯部の母親は磯部本人に酷似しており、母親が百貨店で買い物をしていると一目で磯部の母親と分かるらしい。一方、父親はいわゆる頑固親父であり、何かあるごとに磯部は怒鳴られていた[1]。また祖母は相撲茶屋をやっていた。
  - 今でも母親および親戚からは「公彦ちゃん」と呼ばれ親しまれている。
- 前歯が出ており、上方よしお（西川のりお・上方よしお）に似ているため、前歯について「出歯亀」などと自虐的なネタとして使うことがある。
- 持ちギャグは「はっきり言うて」「ノノンノー」「ショック万吉・ラッキーポン吉」「前へ前へポッポ」などがある。
- 『4時ですよーだ』（毎日放送）への出演など一連の心斎橋筋2丁目劇場ブームで人気を博し、一時東京へ進出。しかし、その時の浮気が妻にバレてしまい、辛うじて離婚は免れたものの、それ以降現在に至るまで妻に頭が上がらない。
  - 自宅で妻にナメクジ呼ばわりされ、「ちっちゃなったらええねん!」と塩を撒かれたことがある。また妻にとっては磯部の寝顔が許せないらしく、「こっち向いて寝んといて!」と言われたことがある[1]。
  - 額に汗をかいていた磯部が、妻に「おでこに汗かいてるやん、気持ちわるっ」と言われた（むっちゃ元気スーパーにて本人の発言）
- 仲の良い後輩としては、しましまんずがいる。また、桂あやめ、しましまんずと共に「おせち」というフォークバンド（コミックバンドとの説もある）を結成し、一時は精力的にライブなどをおこなっていたが、現在は休眠状態にある。
  - 磯部が桂あやめと『ラジオよしもと むっちゃ元気!』（ラジオ大阪）のパーソナリティをしていた頃、藤井輝夫（しましまんず）が「磯部さん年収5,000万円位って言うてましたやんかぁ」とOA中に発言し、周りを凍りつかせたことがある。
  - 桂あやめ、メグマリコ、パリー木下（現：木下代理子；カラーカウンセラー）、コッコなどの吉本の中堅女性タレントの話題になるともうウンザリといった喋り方で嘲笑する。
- 一方、精神的な支柱としては月亭八方がおり、深く悩んだ時期があった折、八方から助言を得たり、ふぐ料理を奢ってもらったことがある。
- 和泉修（ケツカッチン）とも友人で釣りの技術を競い合う仲であるが、後輩の和泉からなぜか「磯部」と呼び捨てされることがある[2]。
  - 磯部のマンションに和泉が夜中に遊びに行ったところ、5階の窓の外の電柱に猫がおり、磯部と和泉が関西電力とともに救出した。そのとき磯部は猫に引っ掻かれることを恐れて洗濯物の籠を頭から被っていた。ちなみに、その猫は救出時に小便をし、あっと云う間に逃走した[1]。
- 吉本の先輩芸人から「東村がコンビを解散したがっている」とイタズラ電話をされ、後でイタズラと判明した際、「いくら嘘でもそれはいかんのとちゃいますか」と本気で怒った。[3]
- 高校時代のなるみが追っかけをしていたことを磯部自身が知っていた[4]
- 『ラジオよしもと むっちゃ元気!』（ラジオ大阪）で、リスナーからの質問コーナーにて駅の自動改札機に関する質問があり、JR西日本に電話したが部署をたらい回しにされた挙句、電話応対者の態度が悪かったことに対してOA中には珍しく不快感を表明していた。
- 磯部自身のホームページがあるが現在は閉鎖中である。HPには釣りコーナーがあり、桂小枝との釣りシーンなどが公開されていた。また、掲示板もあり、ファンとの交流も積極的におこなっていた。ただ、琵琶湖のブラックバスのリリースに関して掲示板がヒートアップしたりと、たびたび磯部自身を辟易させていた。

東村雅夫（ひがしむら まさお、1958年1月30日（67歳） - ）大阪府大阪市出身。立ち位置は向かって左。大阪府立吹田高等学校、桃山学院大学卒業。
- 趣味は、映画鑑賞（試写会）、パチンコ、競馬、競艇、バーゲンショッピング、虫取り。
- ダジャレ、川柳が得意、節約家。
- R-1ぐらんぷりでの司会を行ったこともある。
- 大学卒業後は某スーパーマーケットに勤務していたが、ある日東村が白菜の仕入れ個数をコンピューター入力する際に一桁間違えてしまい、大量の白菜が届いた。仕方なしにその白菜は破格値で売り捌いたが、東村の仕事上の立場が悪くなってしまい退職した[5]。
- 吉本の中でも1,2を争うぐらいのドケチとして有名で、芸人達が番組等でそのエピソードを語ることも少なくない。
  - 2005年9月4日には千里中央のJEUGIAカルチャーセンターにて「奥様必見!!超節約講座」を開講した。「急な腹痛に対処できるツボ」、「法に触れない電車賃の浮かせ方」、「株主優待のマル秘情報」などを披露し、ニュータウンの主婦をあっと言わせた（受講料もギリギリの1,050円）（スポーツニッポン大阪版・2005年8月14日の紙面より）。ちなみにこの講座は、『せやねん!』（毎日放送）でも告知された。
  - 東村のドケチは親譲りのものである。父親が造幣局で一円玉の製造に携わっていたことから、東村の小銭に対する思い入れが深い[6]。
  - ドケチであることは本人も認めており、一時『トミーズのみんなトントン』（朝日放送）内の「東村の生活に役立たずコーナー」を担当していた際、自らのアイデアを「ケチビアの泉」と呼んでいた（朝日放送「トミーズのみんなトントン」より）。
  - そもそも、東村はほとんど現金を持ち歩かない。磯部と漫才の打ち合わせを喫茶店で行ったとき、コーヒー代300円を支払えず、磯部に借りたことがある（のちに返済[1]）。
  - 大阪市内を中心に、近畿一円のタダで楽しめる公共施設にやたら詳しい。
  - なんばグランド花月をはじめとして主な営業先に行く時は必ず安価な市バスや地下鉄を利用する。また、大阪市内各地で複数の用事があるときは大阪市交通局の「一日乗車券」をフル活用する。
  - なんばグランド花月では芸人用ロビーに置いてある（無料の）お茶をよく飲んでいる。
  - カット料1,000円レベルの理髪店を常に探しており、大阪市内の激安理髪店の情報収集に余念がない。たとえば「尼崎理容850円!カット顔そり洗髪込みで約11分」など。
  - その他、「東横インは商品券で泊まれる」、「ホワイティ梅田宝くじ売り場横に無料電話がある!」、「夏の安安プール・ベスト3」、「10円玉を見直そう（製造年度によっては高く売れる）」、「3連休・金がなければココへ行け!」、「柿を食べよう（ビタミンC、カロチンが多い）」、「穴場です!国民宿舎」、「じゃんけんで80％勝つ方法」、「「ちょっと危ない節約術（米のとぎ汁で床磨き；使い終わったティッシュを乾かしトイレで使用など）」、「不眠症にはタマネギを使え」、「腹痛時最後の砦」、「気をつけたいJR切符の買い方」、「乗り物酔いにツボを押せ」、「渋柿を甘柿に!」、「街で配っているティッシュを貰おう（原価が20円もするから）」など、さまざまなドケチネタを持つ（以上、[6]より）。
- 一方、節約グッズや「役に立ちそうで役に立たない」おもしろグッズの開発にも余念がない。
  - 「パンストミントン」（針金ハンガーをラケットのように曲げ、不要となったストッキングを被せてバドミントンの如く使用する）
  - 「ビニール凧」（コンビニのビニール袋を繋ぎ合わせると凧ができる）
  - 「傘立て」（ペットボトルをハサミで切断し、傘を挿入する）
  - 「ピンホールメガネ」（視力が良くなる。ただし東村のオリジナルによるものかは不明）
  - 「一度に固めと柔らかめご飯」（炊飯器を傾ける）
  - 「携帯ラジオのスピーカーに紙コップを貼り付けると良く聴こえる」
  - 「スリッパにビー玉を貼付してツボを押す」
  - 「これでテレビをワイド画面に」（安い望遠鏡を帽子のつばに貼付する）
  - 「多目的針金ハンガーグッズ」（短時間雨よけ、海水浴日よけ、パン食い競走の練習）
  - 「360度高速回転うちわ」（普通のうちわに針金をつけ高速で回す）
  - 「帽子に霧を吹きかけ冷凍室へ。次の日10分間ああ涼し」
  - 「洗剤入り水鉄砲」（殺虫剤なしでゴキブリ退治）
  - 「マヨネーズのチューブの再利用」（携帯用枕、凍らせて氷枕、香水を入れてトイレの臭い消し、中に温水を入れてウォシュレット）
  - 「かまぼこ板の再利用」（表札にする、年賀状の版にする）
  - 「小さくなった石鹸を一つに」（混ぜ合わせて煮込む）
  - 「ひざ枕」（不要の黒のストッキングの中に不要な衣類を詰め、二本作ってマフラーでくるむ；「腕枕」もある）
  - 「ティッシュの箱を靴にする」
  - 「自作スポーツドリンク」（レモン、塩に水を加える）（以上、[6]；『せやねん!』（毎日放送）より）
- 川柳の腕前も各界から認められている。
  - 北花田と京都四条のJEUGIAカルチャーセンターにて2005年7月「楽しい川柳教室」を開講していたが、なぜか第3回目で終講してしまった（受講料はギリギリの2,000円）。当時の自信作は「ダイエット、目指すは紀香、そら愚か」であった（スポニチ大阪版・2005年5月9日の紙面より）。
  - 川柳を披露する際には必ずネタ帳を持参している。即興でやると必ずといっていいほど失敗する。大木こだま（大木こだま・ひびき）とシルクに即興をしろと言われ「食べたいし、痩せもしたいし、寝てこまそ」と返したが非難轟々であった（『ラジオよしもと むっちゃ元気!』（ラジオ大阪）にて）。
  - 2007年10月に起きたボクシング亀田問題についても一句詠んでいる。「ボクシング、見当違い、亀親父」（『ラジオよしもと むっちゃ元気!』（ラジオ大阪）にて）
- 2005年後期のNHKの連続テレビ小説『風のハルカ』に会社の上司役として出演したが、ドラマの進行上重要な役割を果たしたにも関わらず、当時のNHKのホームページ「主な配役」欄には載っていなかった。
- NGKにおいて出番前にヒゲを剃らずに、出番が終わったあとに「ちょっとすいません」と言ってヒゲを剃っていた[1]。
- 東村に似ている人が二人いる。一人は志位和夫委員長（日本共産党）の、もう一人は阪急百貨店バイヤーの薬師寺さんである（『ラジオよしもと むっちゃ元気!』（ラジオ大阪）にて本人の発言）。
- 吉本の先輩芸人から「磯部がコンビを解散したがっている」とイタズラ電話をされた際、「そうですか。僕もこれまで頑張ってきたんですけど、仕方ないと思います」と発言した（『ラジオよしもと むっちゃ元気!』（ラジオ大阪）にてオール阪神（オール阪神・巨人）の発言）。
- 新婚旅行は生駒山であった。

## 受賞歴
- 1985年 第16回NHK上方漫才コンテスト 優秀賞
- 1986年 第15回上方お笑い大賞 銀賞
- 1986年 読売テレビ 第2回100万円争奪!爆笑エンターティナー全員集合 優勝
- 1987年 読売テレビ 第3回100万円争奪!爆笑エンターティナー全員集合 優勝
- 1987年 第22回上方漫才大賞 新人奨励賞
- 1988年 第8回花王名人大賞 新人賞
- 2003年 第18回ハンズ大賞 入選

## レギュラーテレビ・ラジオ
- 4時ですよーだ（毎日放送）
- パオパオチャンネル（テレビ朝日）
- お笑いスター誕生!!（第6回オープントーナメントサバイバルシリーズ準決勝）
- 以下磯部のみ
  - ちちんぷいぷい （毎日放送）
  - 大阪ほんわかテレビ （読売テレビ）
  - The Hit（サンテレビ）
  - ラジオよしもと むっちゃ元気スーパー!金曜日 （ラジオ大阪）
  - 街かどウォッチャー （奈良テレビ）
  - いそべっちの気まぐれプチ旅行 （奈良テレビ）
  - 磯部・柴田の日曜のびのび大放送（ABCラジオ）
  - 土曜いそべ堂（ABCラジオ）
  - よしもとの笑うラジオに、福来たる。 （1994年10月 - 1996年4月6日、HBCラジオ（北海道放送））
- 以下東村のみ
  - ラジオよしもと すこぶる元気!（ラジオ大阪・第一金曜日のみ）
  - 575で生き方再発見　まるっと!しあわせ川柳（2024年7月 - 、土曜5:00 - 5:30 、MBSラジオ）

## CM
- サンヨー食品 サッポロ一番（1987年2月 - 8月）
- 日本サンガリアベバレッジカンパニー サンガリアコーヒー（1987年4月 - 1988年3月）
- 本田技研工業（1987年11月 - 1988年5月）
- 大阪市 ポイ捨て防止キャンペーン（1994年8月）
- 南海電気鉄道（1987年8月）
- 明治製菓（現明治） 銀座カリー（1998年8月）

## 映画、ビデオ、DVD
- 里見八犬伝（角川）
- いそべのゲームワールド（ヨシモトクラブ）
- 腹筋切れた!大阪ベタゲームの逆襲（ヨシモトクラブ）
- 吉本ギャグ300メガトン笑撃!爆走ギャグマシーン（東映ビデオ）
- 航跡 横山やすしフルスロットル（ポニーキャニオン）
- 難波金融伝・ミナミの帝王 V版28 恐喝のサイト - 磯部が出会い系サイトの架空請求詐欺のカモにされるタクシー運転手役を演じた。